# Heteropsis ecuadorensis
Heteropsis ecuadorensis là một loài thực vật có hoa trong họ Ráy (Araceae). Loài này được Sodiro mô tả khoa học đầu tiên năm 1908.